# Чимерно
Чимерно (словен. Čimerno) — поселення в общині Радече, Савинський регіон, Словенія. Висота над рівнем моря: 813,2 м.